# Lamborghini SC63
Der Lamborghini SC63 ist ein Prototyp, der 2022 bei Ligier für Sportwagenrennen gebaut wurde.

## Entwicklungsgeschichte und Technik
Im Mai 2022 gab die Geschäftsleitung des zur Audi AG gehörenden Sportwagenherstellers Lamborghini den Einstieg mit einem Rennwagen in die FIA-Langstrecken-Weltmeisterschaft und IMSA WeatherTech SportsCar Championship ab der Rennsaison 2024 bekannt. Vorgestellt wurde der als SC63 bezeichnete Le-Mans-Daytona-hybrid-Rennwagen beim Goodwood Festival of Speed 2023. Dazu Stephan Winkelmann, Vorstandsvorsitzender von Lamborghini: „Der SC63 ist der fortgeschrittenste Rennwagen, den Lamborghini jemals produziert hat. Er folgt dem von unserer Marke vorgegebenen Strategieplan Direzione Cor Tauri zur Elektrifizierung unserer Produktpalette. Die Möglichkeit, mit einem Hybrid-Prototypen an den größten Langstreckenrennen der Welt teilzunehmen, passt zu unserer Vision für Hochleistungsmobilität. Mit der Einführung des Revuelto haben wir diese Vision für straßenzugelassene Autos zur Schau gestellt. Der SC63 LMDh stellt für unsere Squadra Corse den Schritt in die höchsten Klassen und die Zukunft des Motorsports dar.“ Nach dem Entwurf des Fahrzeugs bei Lamborghini übernahmen die Techniker von Ligier die Fertigung nach dem technischen Reglement der LMDh-Prototypen, das bis auf den Motor Einheitsteile vorschreibt. Das Getriebe-Hybrid-System wird von Xtrac bereitgestellt und die integrierte Motor-Generator-Einheit von Bosch; die Batterien liefert Williams Advanced Engineering.
Der 3,8-Liter-V-8-Motor mit zwei Turboladern ist eine Neuentwicklung. Rouven Mohr, Technischer Direktor des Projekts über den SC63: „Für uns ist der Motorsport auch ein wichtiges und anspruchsvolles Testfeld für die Weiterentwicklung unserer Technologie. Unser LMDh-Auto, der Lamborghini SC63, stellt sowohl aus technischer als auch aus menschlicher Sicht eine spannende Herausforderung dar. Die Entwicklung unseres Verbrennungsmotors, einer aerodynamisch effizienten Karosserie und des technischen Gesamtpakets ist ein Prozess, der uns stets dazu getrieben hat, unsere eigenen Standards zu erhöhen. Nun ist es an der Zeit, die Räder auf der Strecke buchstäblich in Bewegung zu setzen, um für die Saison 2024 gut gerüstet und wettbewerbsfähig zu sein. Während wir unser LMDh-Auto entwickeln, sind uns zugleich die Gelegenheiten zum Technologietransfer bewusst. Wir werden unsere Erfahrungen aus dem Motorsport wo immer möglich auf unsere zukünftigen Serienfahrzeuge anwenden.“

## Renngeschichte
Sein Renndebüt sollte der Lamborghini SC63 beim 24-Stunden-Rennen von Daytona 2024 geben, der Einsatz kam jedoch nicht zustande. Als Fahrer für den Einsatz bei den IMSA-Rennen wurden Andrea Caldarelli, Romain Grosjean und Matteo Cairoli verpflichtet. Den in der FIA-Langstrecken-Weltmeisterschaft 2024 gemeldeten Wagen werden Mirko Bortolotti, Daniil Kvjat und Edoardo Mortara steuern. Die Renneinsätze wird der italienische Motorsport-Rennstall Iron Lynx durchführen.

### 2024

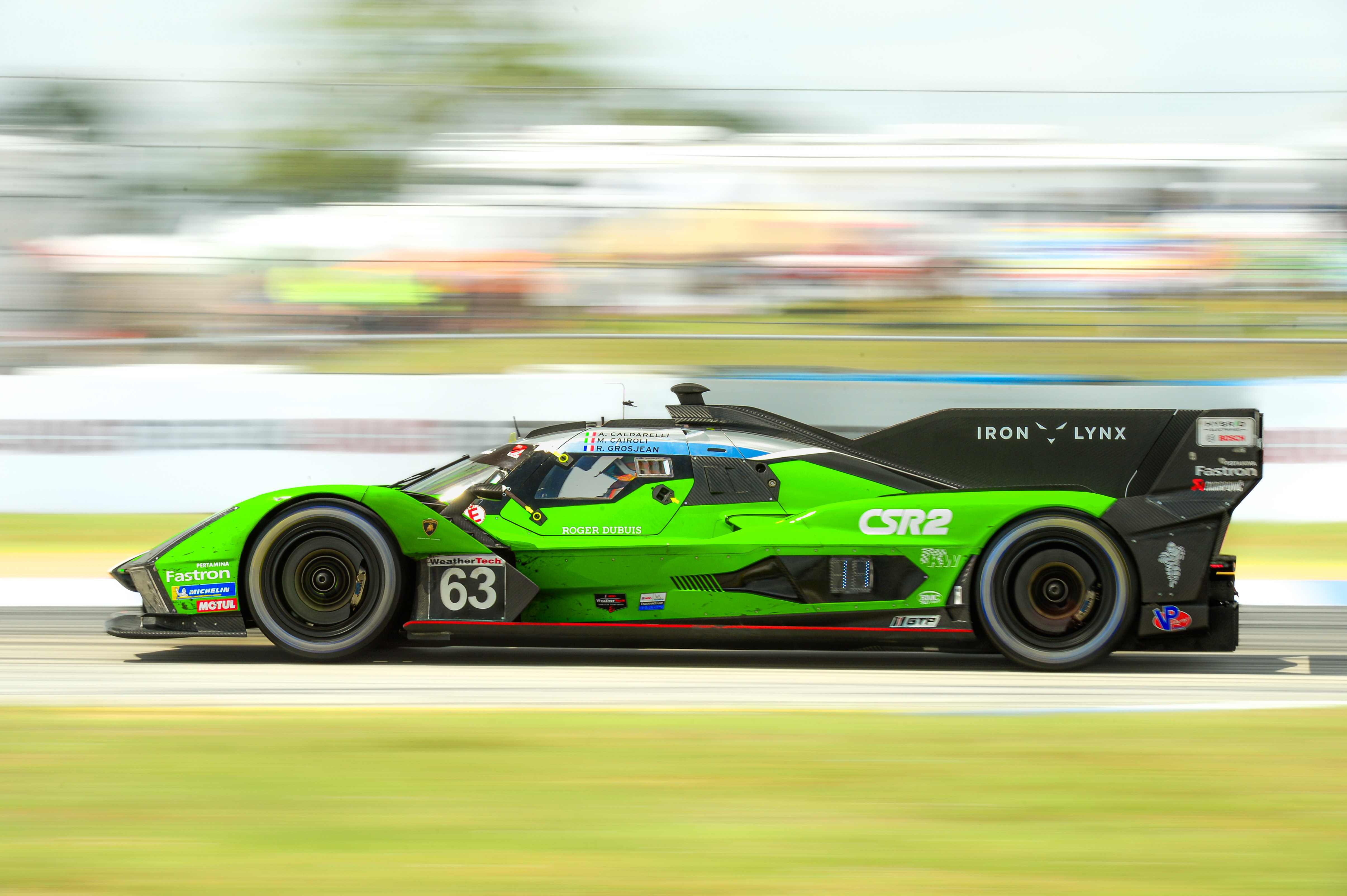
Ein Lamborghini SC63 beim 12-Stunden-Rennen von Sebring 2024

Das erste Rennen, an dem der SC63 teilnahm, war das 1812-km-Rennen von Katar 2024; der erste Wertungslauf der FIA-Langstrecken-Weltmeisterschaft dieses Jahres, wo das gemeldete Trio an 14. Stelle der Gesamtwertung ins Ziel kam. Zu Beginn erhielt der SC63 eine konservative BOP-Einstufung, die vor allem hohes Gewicht bei gedrosselter Leistung bedeutete. Bis zum Ende der Saison verbesserte sich die Situation, die Platzierungen blieben jedoch unter den Erwartungen. Zur BOP-Problematik kamen auch technische Unzulänglichkeiten die zu Ausfällen bei den letzten Saisonrennen in Fuji und Bahrain führten. Das beste Ergebnis erreichte der SC63 mit dem zehnten Rang beim 24-Stunden-Rennen von Le Mans. 
In der IMSA war ein SC63 nur bei drei Rennen gemeldet, mit dem siebten Gesamtrang beim 12-Stunden-Rennen von Sebring als bestes Ergebnis.

### 2025
Mit dem Ablauf der Rennsaison 2024 kam es zum Ende der Zusammenarbeit zwischen Lamborghini und Iron Lynx. Ohne Rennteam und mit der nichterfüllbaren Auflage der FIA, in der FIA-Langstrecken-Weltmeisterschaft 2025 zwei Wagen einsetzen zu müssen konfrontiert, verzichtete Lamborghini auf eine Teilnahme an der Weltmeisterschaft.
In der IMSA übernahm Riley Motorsport die Rennaktivitäten und setzte den SC63 als Automobili Lamborghini Squadra Corse ein.

## Statistik

### Einzelergebnisse in der FIA-Langstrecken-Weltmeisterschaft
| Saison | Team                  | Startnummer | Fahrer                                                          | 1   | 2   | 3   | 4   | 5   | 6   | 7   | 8   |
| ------ | --------------------- | ----------- | --------------------------------------------------------------- | --- | --- | --- | --- | --- | --- | --- | --- |
| 2024   | Lamborghini Iron Lynx | 19          | Andrea Caldarelli Matteo Cairoli Romain Grosjean                | KAT | IMO | SPA | LEM | SAO | AUS | FUJ | BAH |
| 2024   | Lamborghini Iron Lynx | 19          | Andrea Caldarelli Matteo Cairoli Romain Grosjean                | 13  |     |     |     |     |     |     |     |
| 2024   | Lamborghini Iron Lynx | 63          | Mirko Bortolotti Daniil Kvjat Edoardo Mortara Andrea Caldarelli | KAT | IMO | SPA | LEM | SAO | AUS | FUJ | BAH |
| 2024   | Lamborghini Iron Lynx | 63          | Mirko Bortolotti Daniil Kvjat Edoardo Mortara Andrea Caldarelli | 13  | 12  | DNF | 10  | 17  | 14  | DNF | DNF |

### Einzelergebnisse in der IMSA WeatherTech SportsCar Championship
| Saison | Team                                 | Startnummer | Fahrer                                                        | 1   | 2   | 3   | 4   | 5   | 6   | 7   | 8   | 9   | 10  | 11  |
| ------ | ------------------------------------ | ----------- | ------------------------------------------------------------- | --- | --- | --- | --- | --- | --- | --- | --- | --- | --- | --- |
| 2024   | Lamborghini Iron Lynx                | 63          | Matteo Cairoli Andrea Caldarelli Romain Grosjean              | DAY | SEB | LGB | LSC | DET | WAT | MOS | ROA | VIR | IND | PLM |
| 2024   | Lamborghini Iron Lynx                | 63          | Matteo Cairoli Andrea Caldarelli Romain Grosjean              |     | 7   |     |     |     | DNF |     |     |     | DNF | 15  |
| 2025   | Automobili Lamborghini Squadra Corse | 63          | Mirko Bortolotti Romain Grosjean Daniil Kvyat Edoardo Mortara | DAY | SEB | LGB | LSC | DET | WAT | MOS | ROA | VIR | IND | PLM |
| 2025   | Automobili Lamborghini Squadra Corse | 63          | Mirko Bortolotti Romain Grosjean Daniil Kvyat Edoardo Mortara | DNF | DNF |     |     |     | 7   |     |     |     |     |     |